# Mon p'tit loup
Mon p'tit loup è un singolo del rapper danese Gilli, pubblicato il 21 maggio 2018.

## Tracce
Testi di Kian Rosenberg Larsson.
1. Mon p'tit loup – 3:19

## Formazione
- Gilli – voce
- Hennedub – tastiera, basso, produzione
- Jesper Vivid Vestergaard – mastering, missaggio

## Classifiche

### Classifiche settimanali
| Classifica (2018) | Posizione massima |
| ----------------- | ----------------- |
| Danimarca         | 5                 |

### Classifiche di fine anno
| Classifica (2018) | Posizione |
| ----------------- | --------- |
| Danimarca         | 93        |